# Mengeste
Mengeste is een bestuurslaag in het regentschap Tabanan van de provincie Bali, Indonesië. Mengeste telt 2700 inwoners (volkstelling 2010).